# Lilla fortet i Kikombo
Lilla fortet i Kikombo är en befästning i staden Kikombo i provinsen Kwanza-sul vid Angolas Atlantkust där floden Kikombo rinner ut i havet. Fortet sattes upp på Angolas tentativa världsarvslista 22 november 1996.